# Conchomyces
Conchomyces là một chi nấm thuộc họ Tricholomataceae. Chi này được đặt tên và miêu tả bởi Casper van Overeem năm 1927. Chi này chứa 2 loài được tìm thấy ở Indonesia.